# Ladislao IV Vasa
Ladislao IV (in polacco Władysław IV Waza, in russo Владислав IV Ваза?, Vladislav IV Vaza; latino: Vladislaus IV Vasa o Ladislaus IV Vasa; in lituano: Vladislovas Vaza) (Cracovia, 9 giugno 1595 – Merkinė, 20 maggio 1648) fu Re di Polonia, figlio di Sigismondo III Vasa e di sua moglie, Anna d'Austria (conosciuta anche come Anna d'Asburgo).
Fu sovrano della Confederazione polacco-lituana dall'8 novembre 1632 fino alla sua morte, avvenuta nel 1648. Nel 1610 il giovane Ladislao fu eletto Zar di Russia, ma non ebbe mai un ruolo attivo nel potere russo; usò comunque il titolo di Granduca di Moscovia fino al 1634. Durante questo periodo il potere in Moscovia fu nelle mani di Michele Romanov.
La sua morte significò la fine dell'età dell'oro della confederazione degli stati polacco e lituano poiché le tensioni interne, che Ladislao non era riuscito a risolvere, sfociarono nel 1653 nella disastrosa rivolta cosacca di Bohdan Chmel'nyc'kyj e nella contemporanea invasione svedese di Carlo X Gustavo della zona nord-ovest della Rzeczpospolita (la Livonia, provincia baltica della Res Publica, oggi corrispondente a Lettonia ed Estonia), accompagnata dall'invasione moscovita di Vilnius 1655 da parte dello zar Alessio Mihajlovič: evento propriamente conosciuto anche con il nome polacco di potop o di Diluvio Svedese, risolto con la sottoscrizione del Trattato di Oliva [1665], con la quale l'allora ultimo regnante Vasa, Giovanni II Casimiro, rinunciò a ogni pretesa sul trono svedese, cedendo allo stesso stato scandinavo il possesso di quella che da allora verrà chiamata Livonia svedese.
Ladislao IV durante il suo regno fu un fedele alleato degli Asburgo, suoi parenti materni, e membro dell'Ordine del Toson d'oro.

## Biografia

### I primi anni
Ladislao nacque il 9 giugno 1595 a Łobzów, in Polonia, alcuni mesi dopo l'incendio del castello di Wawel.
Suo padre, nipote di Gustavo I di Svezia, successe al trono svedese nel 1592 solo per essere deposto sette anni dopo dallo zio Carlo IX. Da ciò ebbe inizio una lunga controversia per la rivendicazione del trono svedese da parte dei Re Polacchi della casa dei Vasa che portò alla Guerra tra la Polonia e Svezia (1600-1629) e, più tardi, all'"inondazione" del 1655. Sigismondo, un cattolico devoto, pur entrando più volte in conflitto con gli stati confinanti, evitò di prendere parte alla guerra dei trent'anni e diede un supporto insignificante alla controriforma, elementi questi che non fecero altro che aumentare le tensioni all'interno della Confederazione.
Sua madre, Anna d'Asburgo, era aveva rappresentato un punto focale per i Vasa che cercavano di inserirsi nell'alta nobiltà europea, ma questa morì il 10 febbraio 1598, quando il piccolo Ladislao aveva meno di tre anni, motivo per cui egli venne cresciuto dalle dame che accompagnavano la regina, in particolare da Urszula Meierin, che divenne poi una delle più influenti a corte.
Uno dei suoi primi tutori fu il nobile polacco-prussiano Michał Konarski. All'inizio del XVII secolo, Urszula perse gran parte della sua influenza e Ladislao guadagnò nuovi tutori nelle figure di Marek Łętkowski, Gabriel Prowancjusz e Andrzej Szołdrski. Suo istruttore in materia militare fu Zygmunt Kazanowski. Sua guida spirituale fu padre Piotr Skarga, molto stimato da Sigismondo III. Ladislao studiò per diversi anni all'università di Cracovia e due anni a Roma.
All'età di 10 anni ricevette il diritto ad avere una propria corte. Strinse una forte amicizia coi fratelli Adam e Stanisław Kazanowski. Il giovane Ladislao aveva una particolare predilezione delle arti (di cui poi da sovrano diventerà un importante patrono) e aveva una buona conoscenza del tedesco, dell'italiano e del latino.
Il giovane Ladislao era stimato dalla szlachta (nobiltà polacca), ma il terrore di suo padre che il figlio non avrebbe potuto ascendere al trono portarono infine alla rivolta di Zebrzydowski

### L'ascesa al trono russo

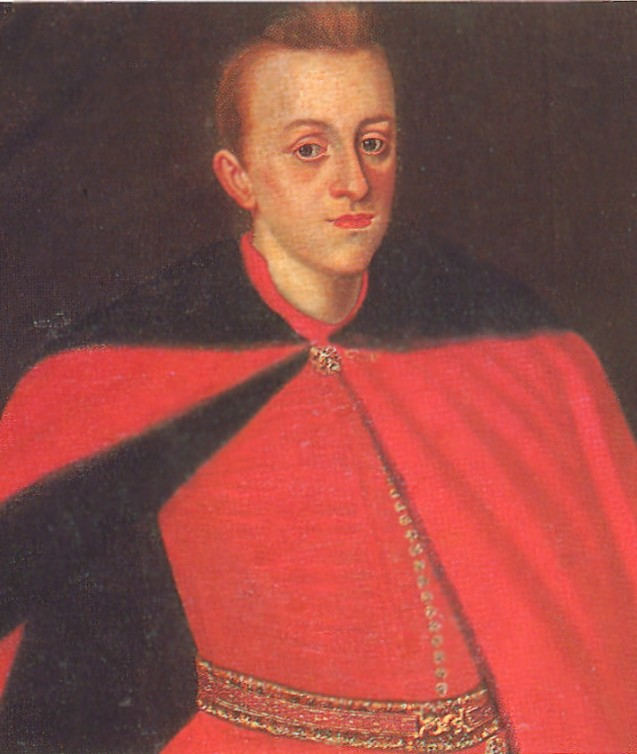
Il giovane Ladislao Vasa

Con l'intensificarsi degli interventi polacchi in Moscovia nel 1609, la famiglia reale aveva trasferito la propria residenza a Vilnius, capitale del granducato di Lituania, dove rimasero sino al tremendo incendio che colpì la città e che costrinse la corte a lasciare il castello reale.
Nel 1610 Ladislao, all'età di quindici anni, fu eletto Zar dal gruppo dei sette boiardi russi, detronizzando Basilio IV di Moscovia durante il Periodo dei torbidi, apertosi in Russia dopo la morte di Boris Godunov. La sua elezione fu parte di un piano non coronato dal successo posto in essere da Sigismondo III durante la guerra polacco - moscovita di conquistare il territorio russo e convertirne la popolazione al cattolicesimo. Quest'ultimo fu il principale motivo per il quale il governo di Ladislao fallì dal principio nel territorio russo. Ladislao, com'era prevedibile, non fu in grado di governare la Russia, essendo il suo potere condizionato dalle decisioni e dagli intrighi dei boiardi che l'avevano eletto e dalle continue ingerenze diplomatiche e politiche di suo padre.
Il giovane principe tentò di assicurarsi il trono organizzando una campagna militare nel 1616 che però, malgrado le numerose vittorie militari, non gli consentì di conquistare Mosca. La Confederazione Polacco-Lituana ottenne dalla Russia alcuni territori con la pace di Deulino, ma Ladislao non riuscì mai a raggiungere la capitale dove si installò al suo posto lo zar Michele Romanov. Ladislao mantenne il titolo di zar sino al 1634 a livello formale, senza tuttavia esercitare alcun tipo di sovranità diretta.

### Ilgrand toure la ricerca della gloria

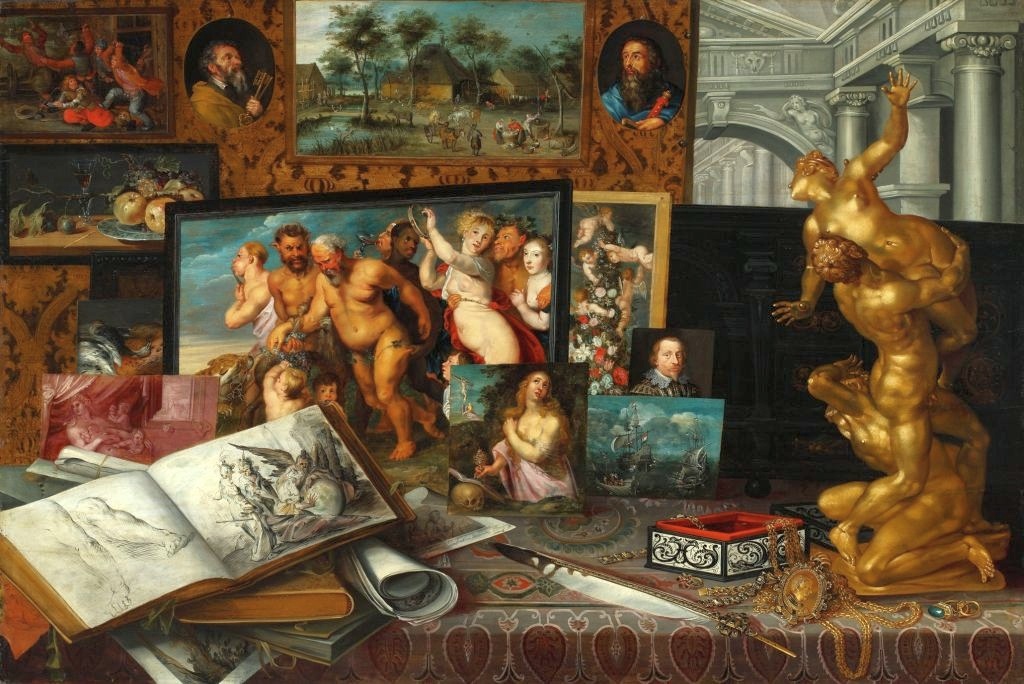
La collezione artistica del principe Ladislao Vasa (Castello reale di Varsavia). L'opera, secondo la firma del pittore, venne realizzata a Varsavia nel 1626. L'opera rappresenta alcuni tra i tesori e le opere d'arte più significative acquistaste dal principe durante il suo grand tour in Europa.

Prima di essere eletto Re della confederazione intraprese una serie di campagne militari per ribadire il proprio nome: dopo la sua campagna contro i Russi, tra il 1617 e il 1618 (nella quale giunse a porre sotto assedio il Monastero della Trinità di San Sergio), combatté contro gli Ottomani nel 1621 nella guerra moldava. In quell'anno fu comandante dei polacchi a Chocim, scontro nel quale incitò altri comandanti a rimanere sul campo malgrado fosse caduto malato e malgrado le sue forze fossero in difficoltà. La battaglia venne infine vinta e venne raggiunto un accordo di pace con gli ottomani. Con questo trattato, Ladislao si guadagnò la reputazione europea di "difensore della Fede", aumentando la propria popolarità anche all'interno della Confederazione Polacco-Lituana.
Nel 1623, presso Danzica, riuscì a battere gli uomini di Gustavo Adolfo di Svezia grazie alla sua superiorità della sua marina militare.

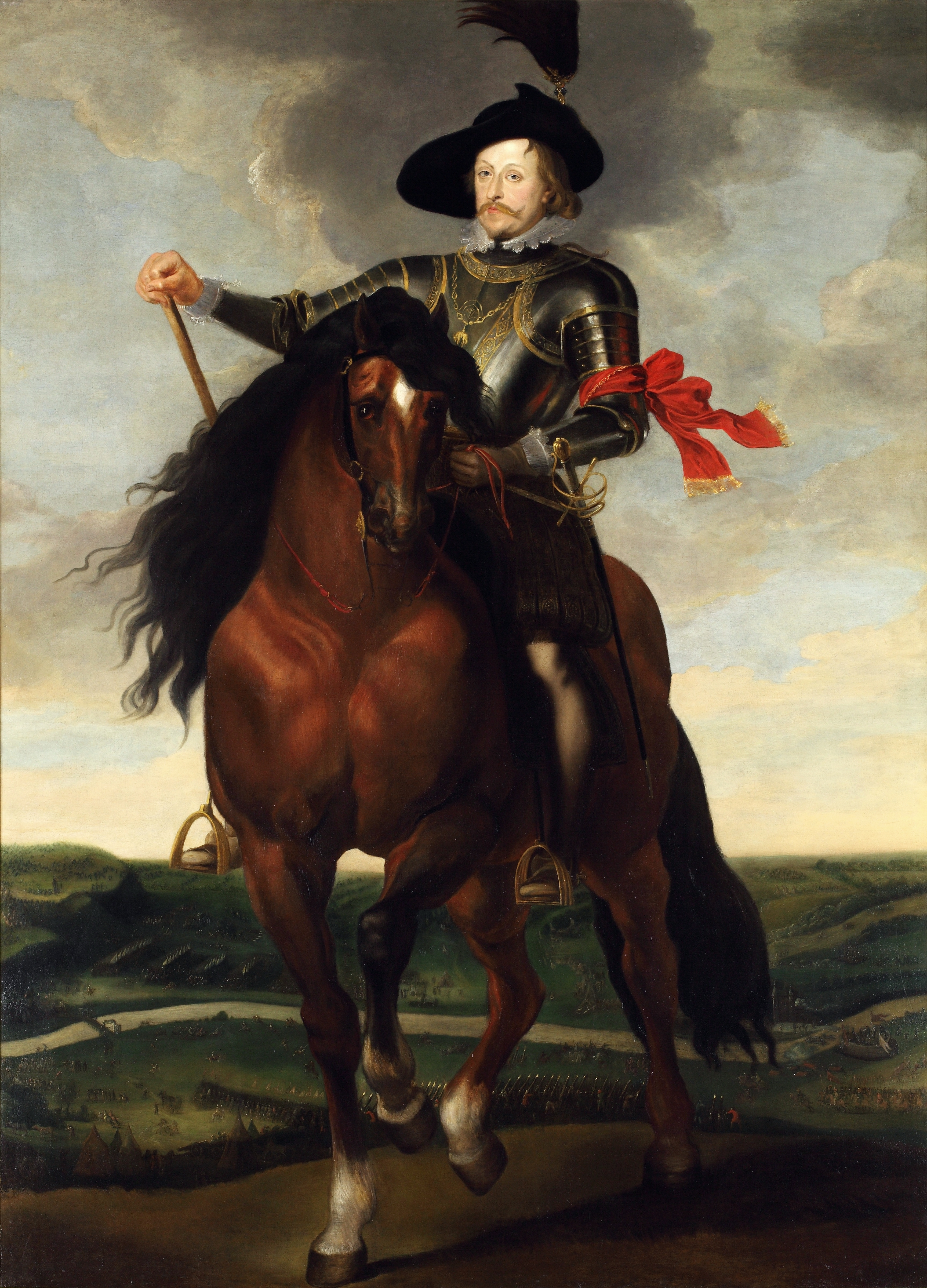
Peter Paul Rubens, Ritratto equestre del Principe della Corona Władysław Vasa con la Battaglia di Chocim (1624); olio su tela, 262,0×188,5 cm, Castello del Wawel, Cracovia.

Nel 1624, su consiglio del padre, Ladislao intraprese un grand tour in Europa, ma per ragioni di sicurezza utilizzò il falso cognome di Snopkowski, accompagnato per quasi un anno da diversi cortigiani tra i quali Albrycht Stanisław Radziwiłł. La prima tappa di questo suo viaggio lo portò a Breslavia, poi a Monaco di Baviera dove incontrò l'elettore Massimiliano I e poi giunse a Bruxelles dove ebbe un incontro con l'infanta Isabella Clara Eugenia di Spagna. Ad Anversa conobbe il pittore Rubens. A Breda incontrò Ambrogio Spinola, dal quale apprese le moderne tecniche militari dell'occidente che gli verranno utili una volta salito al trono polacco. pur non essendo un genio militare ed essendo superato nell'arte del comando da alcuni suoi atamani come Stanisław Koniecpolski, Ladislao fu considerato dai suoi contemporanei un comandante capace e di una certa esperienza già conseguita sul campo. A Roma venne accolto da papa Urbano VIII che colse l'occasione per congratularsi con lui per la sua strenua lotta contro gli ottomani. Durante la sua permanenza a Firenze rimase impressionato dalle rappresentazioni teatrali e decise di portare quest'arte anche nella Confederazione dove era ancora sconosciuta. A Genova ed a Venezia rimase impressionato dai cantieri navali locali, mentre a Pisa osservò con interesse una finta battaglia navale appositamente organizzata per lui.
Tornato in Polonia, tra il 1626 ed il 1629 combatté contro gli svedesi nell'ultima fase della guerra polacco-svedese, prendendo parte personalmente alla battaglia di Gniew. Rimase sui campi di battaglia sino alla firma della pace di Altmark.

### Sovrano di Polonia

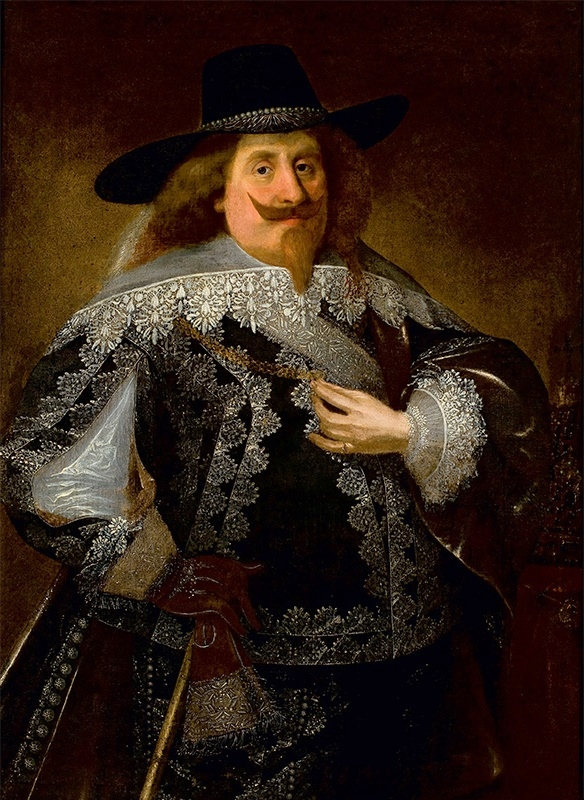
Ladislao IV in un ritratto di Pieter Soutman eseguito nel 1634

Sigismono III venne colpito da un attacco di cuore e morì poco dopo e di conseguenza nel 1632 si tenne una nuova elezione per trovare il suo successore al trono della Confederazione Polacco-Lituana. Come era prevedibile venne scelto Ladislao quale nuovo sovrano, innanzitutto perché era personaggio già conosciuto, ma anche perché non vi erano altri seri contendenti ad opporglisi. La decisione venne raggiunta l'8 novembre, ma dal momento che i pacta conventa non si erano ancora dichiarati pronti, l'annuncio ufficiale venne posticipato al 13 novembre. Nei pacta conventa, Ladislao si impegnò personalmente a riformare l'esercito, a trovare il modo per istituire una marina militare ed a mantenere le alleanze in essere, dando comunque grande importanza al sejm (parlamento) senza l'approvazione del quale si impegnò a non concedere ranghi militari a stranieri, a negoziare trattati di pace, a dichiarare guerra; giunse persino a dichiarare che non avrebbe preso moglie senza l'approvazione del senato polacco. Quando l'annuncio ufficiale venne dato dal gran maresciallo della corona, Łukasz Opaliński, la nobiltà polacca iniziò dei festeggiamenti in onore del re che durarono per tre ore. Ladislao venne incoronato nella cattedrale del Wawel, a Cracovia, il 6 febbraio dell'anno successivo.

#### Politica interna ed estera

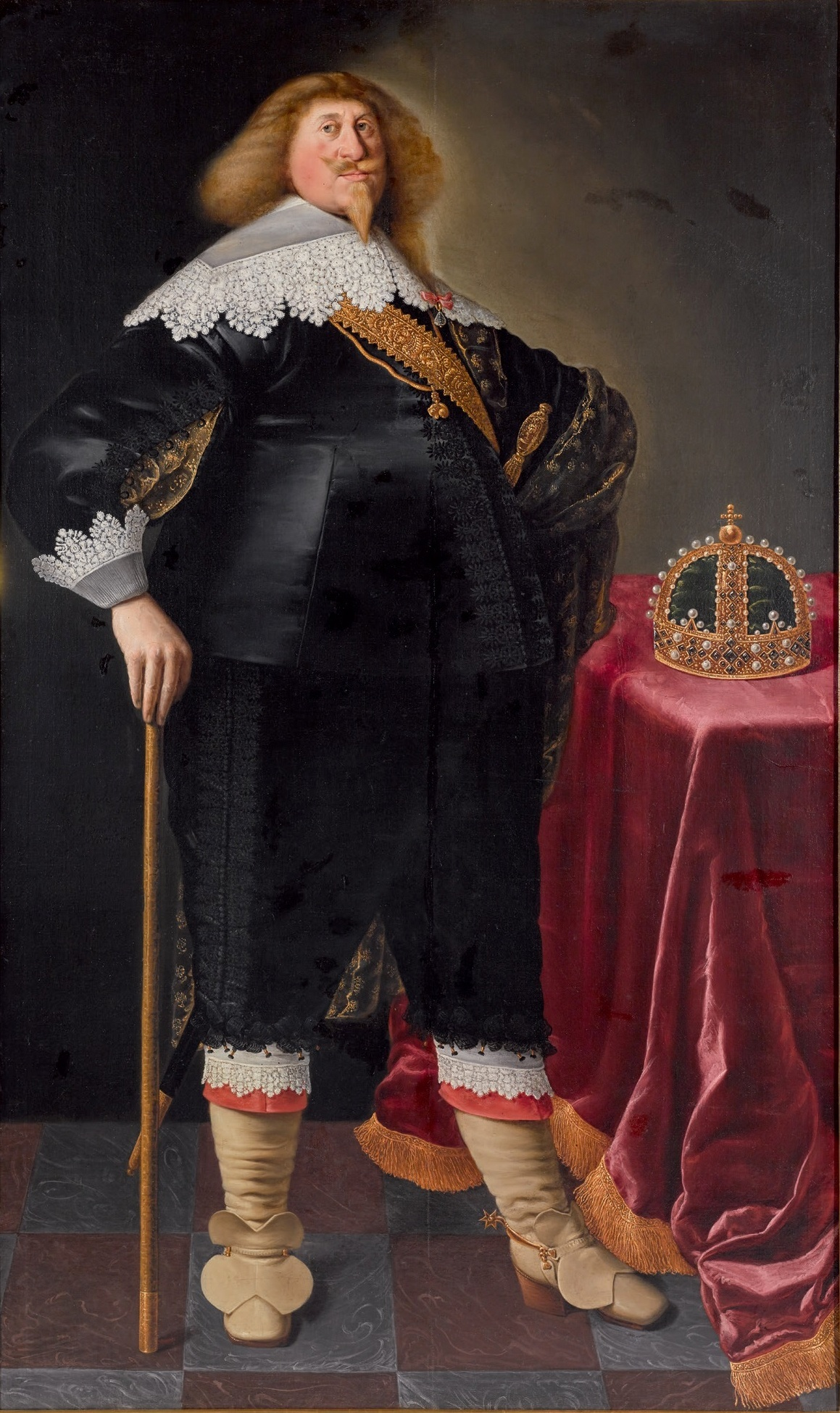
Ritratto di Ladislao IV

Dai suoi primi atti di governo non sembrò che Ladislao desiderasse mantenere delle buone relazioni con la casa imperiale degli Asburgo. Nel 1633 promise equità di trattamento a ortodossi e protestanti e costrinse Albrycht Stanisław Radziwiłł (cattolico) a firmare un decreto che consegnava posti chiave della Confederazione ai protestanti polacchi. Nel 1635 nominò Krzysztof Radziwiłł (calvinista) alla carica più alta del paese (voivoda di Vilnius – capitale lituana, ovverosia Grand'atamano della Lituania). Tuttavia dopo che la nobiltà protestante bloccò il suo tentativo di protrarre la guerra contro la Svezia protestante tramite l'armistizio di Stuhmsdorf, decise di rinnovare l'alleanza paterna con gli Asburgo. Cercò anche di sondare se vi fosse per lui la possibilità di ascendere al trono svedese dopo la morte di re Gustavo Adolfo, ma incontrò in questo progetto l'opposizione della maggioranza del governo locale, con in testa il cancelliere e presidente del consiglio di reggenza Axel Oxenstierna.
Tra i primi problemi che incontrò salendo al trono, per Ladislao IV vi fu il fatto che Michele I di Russia, approfittando della morte di Sigismondo III, aveva deciso di invadere la Confederazione. L'esercito moscovita attraversò la frontiera orientale nell'ottobre del 1632 e pose assedio a Smolensk (che era stata ceduta alla Polonia dalla Russia nel 1618, alla fine della guerra polacco-moscovita). Nella guerra contro la Russia nel 1632–1634 (guerra di Smolensk), Ladislao ruppe l'assedio nel settembre del 1633 e quindi si rivolse contro l'armata russa guidata da Mikhail Shein, la quale venne costretta alla resa il 1º marzo 1634.

La Confederazione Polacco-Lituana durante il regno di Ladislao IV, c. 1635

Durante questa campagna in Russia, Ladislao avviò il suo programma di modernizzazione dell'esercito della Confederazione, enfatizzando l'uso della moderna fanteria ed artiglieria. Diede prova di essere anche un buono stratega e le sue innovazioni basate sull'esperienza accumulata in Europa occidentale diedero un notevole contributo al successo dei polacco-lituani nello scontro. Re Ladislao, visti i successi, era determinato a continuare la guerra e ad unire la Russia ai propri domini così da poter fronteggiare insieme la crescente potenza della Svezia nel Baltico. Ad ogni modo, il Sejm era intenzionato a perseguire la via della pace. Stanisław Łubieński, vescovo di Płock, scrisse dopo due settimane dalla resa di Shein: "La nostra felicità è nel rimanere nei nostri confini, garantendo salute e benessere." La risultante pace di Poljanovka, favorevole alla Polonia, confermò lo status quo antecedente la guerra. La Moscovia venne inoltre costretta a pagare 20.000 rubli in cambio della rinuncia di Ladislao al trono russo e della restituzione delle insegne imperiali.
A seguito della campagna di Smolensk, la Confederazione venne minacciata da un ulteriore attacco da parte dell'Impero ottomano. Nel corso delle guerre che scoppiarono tra il 1633 ed il 1634, Ladislao guidò le armate del suo paese a sud del confine della Moscovia dove, al comando dell'atamano Stanisław Koniecpolski, riuscì a costringere i turchi a firmare la resa.
Dopo la campagna a sud, la Confederazione si impegnò con le minacce provenienti da nord. La maggioranza dei nobili polacchi era concorde nel preferire una soluzione diplomatica al confronto con la Svezia, determinata a non pagare ulteriori tasse per sostenere una nuova guerra e pronta ad aprire ai negoziati con gli svedesi che minacciavano di occupare i territori costieri della Polonia. Ladislao sperava nella guerra e nel fatto che questa potesse far ottenere ulteriori territori alla Polonia. La Svezia, indebolita dal suo coinvolgimento nella guerra dei trent'anni, fu ad ogni modo propensa ad una pacificazione. Ladislao non poté opporsi alle decisioni del sejm in tal senso e pertanto concordò la firma del trattato di pace. Venne così siglato l'armistizio di Stuhmsdorf il 12 settembre 1635, con condizioni favorevoli alla Confederazione che riottenne i territori prussiani e chiese la riduzione delle tasse commerciali marittime.
Ladislao cercò di tenere il regno Polacco-Lituano al di fuori della sanguinosa guerra dei trent'anni che durante la sua presenza al trono sconvolse l'Europa e riuscì, grazie ad un'accorta politica estera e militare, a difendere il proprio regno dalle invasioni straniere. Nonostante avesse supportato riforme militari e un disegno di tolleranza religiosa tra i cristiani fallì nel riformare e rafforzare il regno che governava.

### Morte
Mentre si trovava a caccia presso Merkinė, all'inizio del 1648, Ladislao iniziò a soffrire di calcoli biliari. Le condizioni del re andarono peggiorando anche a causa dell'inesatta diagnosi dei suoi medici e delle relative cure. Sapendo di essere prossimo alla morte il re dettò le sue ultime volontà e ricevette l'estrema unzione. Ladislao morì alle 2 di notte del 20 maggio 1648.
Il suo cuore e le sue viscere vennero interrate nella cappella di San Casimiro nella cattedrale di Vilnius. Dal momento che dai suoi matrimoni non aveva avuto figli legittimi superstiti, gli succedette il fratellastro Giovanni II Casimiro Vasa.

## I matrimoni
In prime nozze Ladislao sposò nel 1637 la cugina arciduchessa d'Austria, Cecilia Renata, figlia dell'imperatore Ferdinando II. Si trattò di un matrimonio piuttosto sfortunato poiché due figli (tra cui il principe Sigismondo Casimiro) morirono ancor bambini e alla terza gravidanza il figlio nacque morto e anche la regina morì per le conseguenze del parto (1643).
Sposò quindi in seconde nozze nel 1646 Maria Luisa di Gonzaga-Nevers, che si impegnò a mantenere i buoni rapporti del Regno di Polonia con la Francia. Dopo la morte del marito, Maria Luisa sposò il suo successore, il cognato Giovanni II Casimiro di Polonia.

## Il carattere

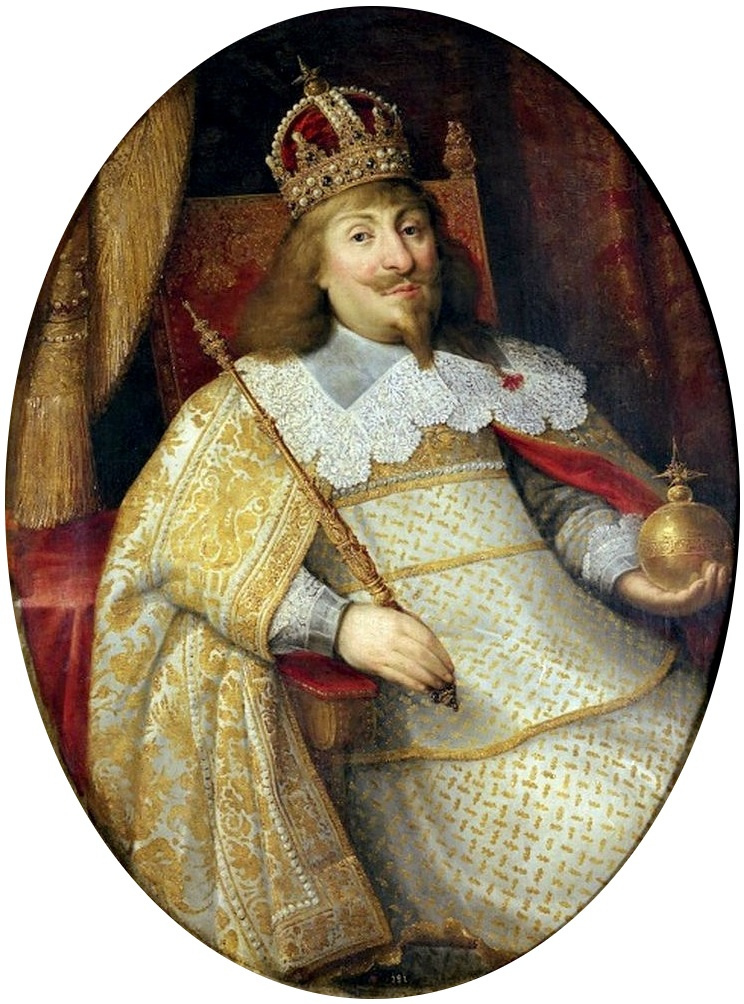
Ladislao IV nelle vesti dell'incoronazione

Ladislao venne descritto dai contemporanei come persona estroversa ed amichevole, con un buon senso dell'umorismo, ottimista, una "persona del popolo" capace di affascinare quanti si intrattenevano con lui. Sull'altro fronte, aveva però un temperamento sanguigno e di conseguenza, in momenti di rabbia, agiva spesso istintivamente e senza considerare le conseguenze delle proprie azioni.
Ladislao venne criticato per le sue spese personali; amava il lusso e spesso spendeva più di quanto potesse effettivamente permettersi. Di questo denaro, buona parte lo distribuiva anche ai membri della sua corte, i quali gli rimanevano quindi fedeli, anche per convenienza. Ebbe nella sua vita anche diverse amanti, anche durante i periodi in cui fu sposato.

## Patrono delle arti

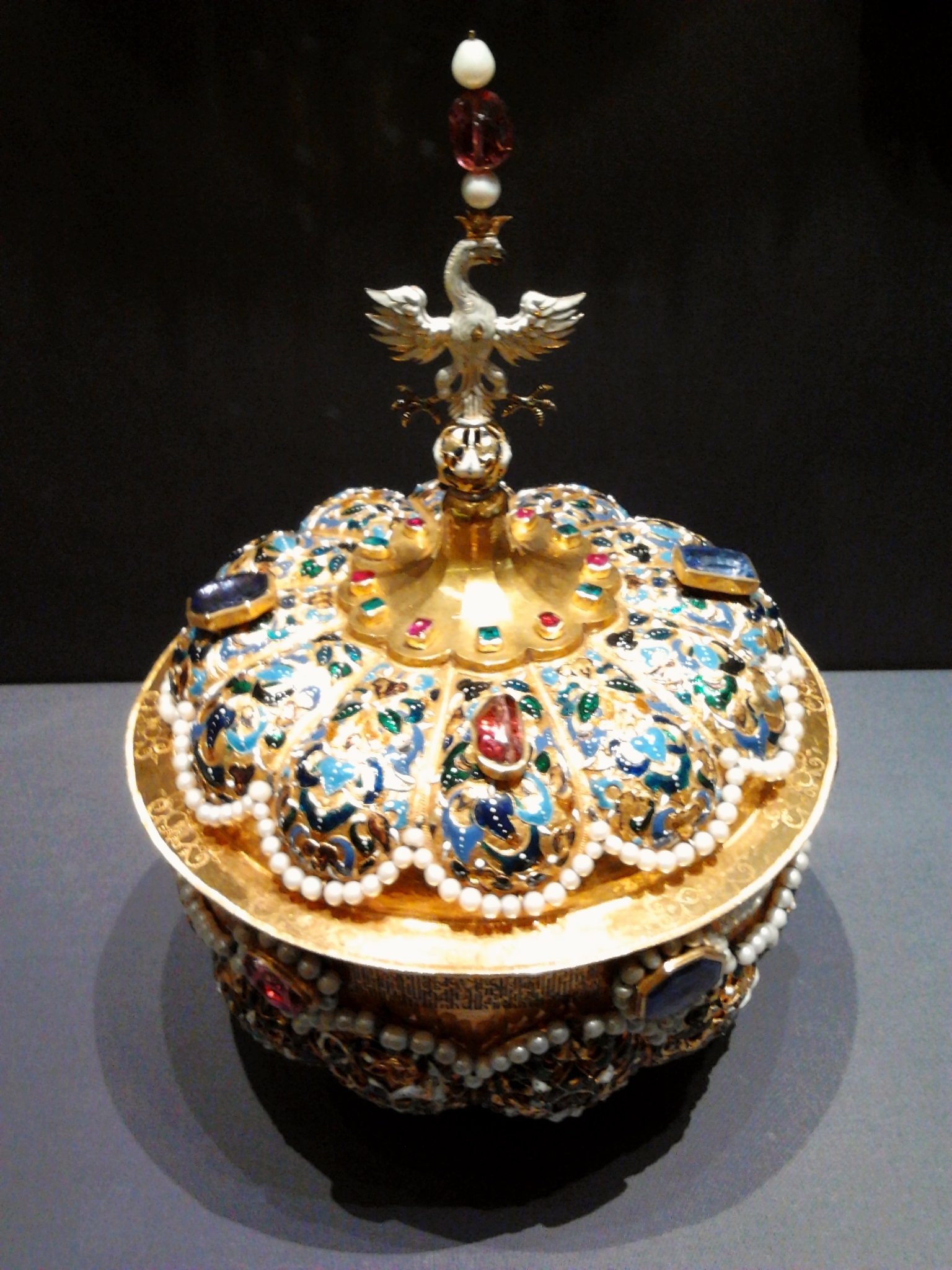
La coppa dell'amore di re Ladislao IV, conservata oggi al Kunsthistorisches Museum di Vienna

Uno degli elementi per cui Ladislao IV è ancora oggi maggiormente ricordato è il suo interesse nella sfera culturale; egli fu infatti un noto mecenate e grande conoscitore delle arti, in particolare di teatro e musica. Parlava diverse lingue, amava la storiografia, la letteratura e la poesia. Collezionò diversi dipinti al punto da creare una galleria presso il castello di Varsavia. Tra questi dipinti vi erano parecchie opere di autori italiani e fiamminghi del periodo barocco, gran parte delle quali andò dispersa in altre collezioni dopo la sua morte. Fu mecenate di diversi musicisti e nel 1637 creò presso il suo palazzo il primo teatro ad anfiteatro in Polonia, importandovi per primo il balletto e l'opera. L'attenzione di Ladislao per il teatro contribuì alla diffusione di tale arte in Polonia. Si interessò anche di poesia, di cartografia, di materie storiche e scientifiche; mantenne una corrispondenza con Galileo.
Tra i pittori ed incisori che Ladislao supportò personalmente e che frequentarono sovente la sua corte vi furono Peter Paul Rubens, Tommaso Dolabella, Peter Danckerts de Rij, Wilhelm Hondius, Bartłomiej Strobel e Christian Melich. La sua orchestra di palazzo venne diretta dal maestro di cappella Marco Scacchi, il quale ebbe come proprio vice Bartłomiej Pękiel.
Una delle sue opere pubbliche più note fu la costruzione della colonna di Sigismondo a Varsavia. La colonna, dedicata a suo padre, venne disegnata dall'architetto italiano Costantino Tencalla e realizzata dallo scultore Clemente Molli, con una fusione ad opera di Daniel Tym. Fu meno interessato all'architettura, ma supportò comunque la costruzione di due palazzi a Varsavia (il Palazzo di Kazanowski e la Villa Regia.

## Titoli nobiliari
Titoli nobiliari in latino: Vladislaus Quartus Dei gratia rex Poloniae, magnus dux Lithuaniae, Russiae, Prussiae, Masoviae, Samogitiae, Livoniaeque, necnon Suecorum, Gothorum Vandalorumque haereditarius rex, electus magnus dux Moschoviae.
Traduzione italiana: Ladislao IV Re della Polonia per grazia divina, granduca di Lituania, Rutenia, Prussia, Masovia, Smolensk e Lettonia, e inoltre re ereditario di Svedesi, Goti e Vandali, eletto granduca di Mosca.
In quanto Ladislao Vasa-Jagiellone, nel 1632 fu eletto re di Polonia. Per eredità paterna succedette legittimamente come re di Svezia. Fu inoltre erede del titolo di re di Gerusalemme.

## Ascendenza
|                              |                            |                            | Genitori                          |  |  | Nonni |  |  | Bisnonni               |  |  | Trisnonni               |  |
|                              |                            |                            |                                   |  |  |       |  |  | 8. Gustavo I di Svezia |  |  | 16. Erik Johansson Vasa |  |
|                              |                            |                            |                                   |  |  |       |  |  | 8. Gustavo I di Svezia |  |  | 16. Erik Johansson Vasa |  |
|                              |                            | 17. Cecilia Månsdotter Eka |                                   |  |  |       |  |  | 8. Gustavo I di Svezia |  |  |                         |  |
| 4. Giovanni III di Svezia    |                            |                            |                                   |  |  |       |  |  | 8. Gustavo I di Svezia |  |  |                         |  |
|                              |                            | 9. Margherita Leijonhufvud | 18. Erik Abrahamsson Leijonhufvud |  |  |       |  |  |                        |  |  |                         |  |
|                              |                            | 9. Margherita Leijonhufvud | 18. Erik Abrahamsson Leijonhufvud |  |  |       |  |  |                        |  |  |                         |  |
|                              |                            | 9. Margherita Leijonhufvud | 19. Ebba Eriksdotter Vasa         |  |  |       |  |  |                        |  |  |                         |  |
| 2. Sigismondo III di Polonia |                            | 9. Margherita Leijonhufvud |                                   |  |  |       |  |  |                        |  |  |                         |  |
|                              |                            | 10. Sigismondo I Jagellone | 20. Casimiro IV di Polonia        |  |  |       |  |  |                        |  |  |                         |  |
|                              |                            | 10. Sigismondo I Jagellone | 20. Casimiro IV di Polonia        |  |  |       |  |  |                        |  |  |                         |  |
|                              |                            | 10. Sigismondo I Jagellone | 21. Elisabetta d'Asburgo          |  |  |       |  |  |                        |  |  |                         |  |
| 5. Caterina Jagellona        |                            | 10. Sigismondo I Jagellone |                                   |  |  |       |  |  |                        |  |  |                         |  |
|                              |                            | 11. Bona Sforza            | 22. Gian Galeazzo Maria Sforza    |  |  |       |  |  |                        |  |  |                         |  |
|                              |                            | 11. Bona Sforza            | 22. Gian Galeazzo Maria Sforza    |  |  |       |  |  |                        |  |  |                         |  |
|                              |                            | 11. Bona Sforza            | 23. Isabella d'Aragona            |  |  |       |  |  |                        |  |  |                         |  |
| 1. Ladislao IV Vasa          |                            | 11. Bona Sforza            |                                   |  |  |       |  |  |                        |  |  |                         |  |
|                              | 12. Ferdinando I d'Asburgo | 24. Filippo I d'Asburgo    |                                   |  |  |       |  |  |                        |  |  |                         |  |
|                              | 12. Ferdinando I d'Asburgo | 24. Filippo I d'Asburgo    |                                   |  |  |       |  |  |                        |  |  |                         |  |
|                              | 12. Ferdinando I d'Asburgo | 25. Giovanna di Castiglia  |                                   |  |  |       |  |  |                        |  |  |                         |  |
| 6. Carlo II d'Austria        | 12. Ferdinando I d'Asburgo |                            |                                   |  |  |       |  |  |                        |  |  |                         |  |
|                              |                            | 13. Anna Jagellone         | 26. Ladislao II di Boemia         |  |  |       |  |  |                        |  |  |                         |  |
|                              |                            | 13. Anna Jagellone         | 26. Ladislao II di Boemia         |  |  |       |  |  |                        |  |  |                         |  |
|                              |                            | 13. Anna Jagellone         | 27. Anna di Foix-Candale          |  |  |       |  |  |                        |  |  |                         |  |
| 3. Anna d'Asburgo            |                            | 13. Anna Jagellone         |                                   |  |  |       |  |  |                        |  |  |                         |  |
|                              |                            | 14. Alberto V di Baviera   | 28. Guglielmo IV di Baviera       |  |  |       |  |  |                        |  |  |                         |  |
|                              |                            | 14. Alberto V di Baviera   | 28. Guglielmo IV di Baviera       |  |  |       |  |  |                        |  |  |                         |  |
|                              |                            | 14. Alberto V di Baviera   | 29. Maria Giacomina di Baden      |  |  |       |  |  |                        |  |  |                         |  |
| 7. Maria Anna di Baviera     |                            | 14. Alberto V di Baviera   |                                   |  |  |       |  |  |                        |  |  |                         |  |
|                              |                            | 15. Anna d'Asburgo         | 30. Ferdinando I d'Asburgo (= 12) |  |  |       |  |  |                        |  |  |                         |  |
|                              |                            | 15. Anna d'Asburgo         | 30. Ferdinando I d'Asburgo (= 12) |  |  |       |  |  |                        |  |  |                         |  |
|                              |                            | 15. Anna d'Asburgo         | 31. Anna Jagellone (= 13)         |  |  |       |  |  |                        |  |  |                         |  |
|                              |                            | 15. Anna d'Asburgo         |                                   |  |  |       |  |  |                        |  |  |                         |  |